# Yves Le Prieur

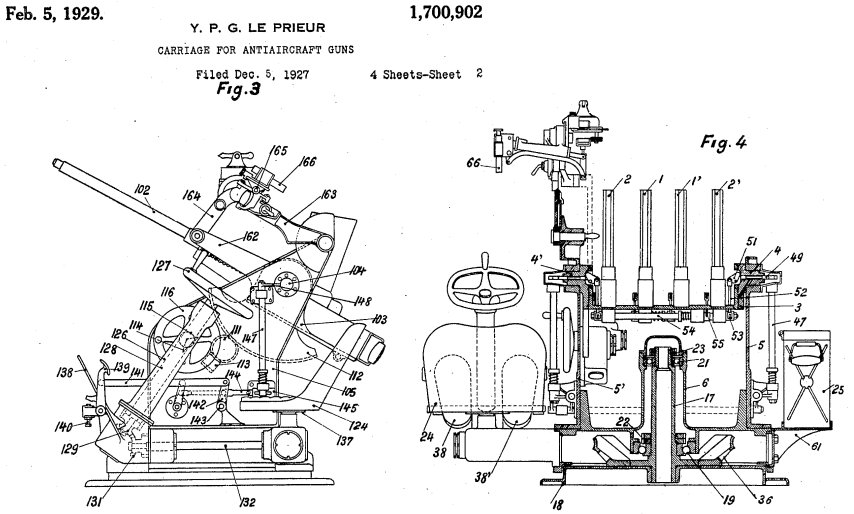
Kulometná baterie „Stvořitel“ - automaticky zaměřovaná

Yves Paul Gaston Le Prieur (23. března 1885 Lorient – 1. června 1963 Nice) byl francouzský vynálezce a korvetní kapitán francouzského námořnictva. Je považován za zakladatele moderního přístrojového potápění; kromě toho stojí za mnoha dalšími vynálezy, z nichž většina byla původně určena pro vojenské účely.

## Vynálezy
Jako atašé francouzského velvyslanectví v Tokiu sestrojil (poručík) Le Prieur spolu s poručíkem Širó Aibarem kluzák z bambusových tyček a plátna. V tomto letadle se 5. prosince 1909 konal první let člověka na území Japonska.
V dubnu roku 1916 francouzská armáda poprvé použila v bitvě u Verdunu bojové rakety vzduch-vzduch na pevné palivo s elektrickým odpalováním, které zkonstruoval (kapitán) Le Prieur a které byly odpáleny ze stíhacího letadla Nieuport. Rakety Le Prieur byly určeny k ničení německých pozorovacích balónů a používaly se do roku 1918.
V srpnu 1926 zkonstruoval a předvedl první nezávislý potápěčský dýchací přístroj s konstantním průtokem dýchacího plynu.